# 仆散留家
仆散留家，女真族，仆散氏，金朝末年将领。
仆散留家官至提控、沂州防御使。贞祐二年（1214年）七月，受山东宣抚使仆散安贞之命为左翼，与右翼安化军节度使完颜讹论等合兵攻打杨安儿起义军，在昌邑东击败义军将领徐汝贤等三州十万兵，再从上流胶西进兵，在辛河击败义军将领棘七率领的四万兵。率领轻兵攻莱州诱战，暗中勾结义军戍卒姚云，引金军入城，杀徐汝贤及诸将，为金朝收复莱州，略定胶西诸县。贞祐三年（1215年）击败杨安儿步骑三万，迫降头目三百余人，属民三万余户。